# Canal latéral à la Garonne
Der Canal latéral à la Garonne (deutsch: Garonne-Seitenkanal) wird heute meist nur kurz als Canal de Garonne (deutsch: Garonne-Kanal) bezeichnet. Gemeinsam mit dem Canal du Midi bildet er einen Wasserweg, für den auch manchmal der Oberbegriff Canal des Deux Mers verwendet wird.
Es handelt sich um einen schiffbaren Kanal in Frankreich, der 1856 als Umgehung für die schwierig zu befahrende Garonne in Betrieb genommen wurde.

## Verlauf und technische Infrastruktur
Der Kanal verläuft von Toulouse, wo er Anschluss an den Canal du Midi hat und über den kurzen Canal de Brienne mit der Garonne verbunden ist, in nordwestlicher Richtung bis nach Castets-en-Dorthe, etwa 45 Kilometer südöstlich von Bordeaux. Dort mündet er nach einer Strecke von 196 Kilometern in die gezeitenabhängige Garonne. Es handelt sich um einen Kanal des Typus Seitenkanal, der ohne eigene Scheitelhaltung dem Lauf des Flusses Garonne folgt. Er hält sich zunächst parallel zum rechten Flussufer, wechselt aber bei Agen auf die linke Seite, wo er bis zu seiner Mündung verbleibt. Für die Überwindung der Höhendifferenz von 125 Metern sind 54 elektrifizierte und größtenteils vollautomatische Schleusen in Betrieb, die für Schiffe im Freycinet-Maß dimensioniert sind.
Man begegnet in seinem Verlauf eindrucksvollen Konstruktionen, zum Beispiel der 539 Meter langen Kanalbrücke über die Garonne in Agen (→ Kanalbrücke Agen) oder der 350 Meter langen Kanalbrücke über den Tarn bei Moissac. Jüngeren Datums ist das 1973 in Betrieb genommene erste Wasserkeilhebewerk der Welt (→ Wasserkeilhebewerk Montech) zur Umgehung der Schleusentreppe bei Montech durch die Berufsschifffahrt. Nach einem Brand im Jahr 2009 wurde das Hebewerk stillgelegt und ist mittlerweile ein Museum. Der Schiffsverkehr muss seitdem wieder ausschließlich die fünf kleinen Schleusen der Schleusentreppe nutzen.
Ein 11 Kilometer langer Zweigkanal (Canal de Montech) führt von Montech nach Montauban, wo er Verbindung zum Fluss Tarn hat. In Buzet-sur-Baïse hat der Kanal eine Verbindung zum Fluss Baïse.

### Durchquerte Départements
in der Region Okzitanien:
- Haute-Garonne,
- Tarn-et-Garonne

in der Region Nouvelle-Aquitaine:
- Lot-et-Garonne
- Gironde

### Orte am Kanal
- Toulouse
- Montech
- Castelsarrasin
- Moissac
- Agen
- Buzet-sur-Baïse
- Le Mas-d’Agenais

## Geschichte und Merkmale

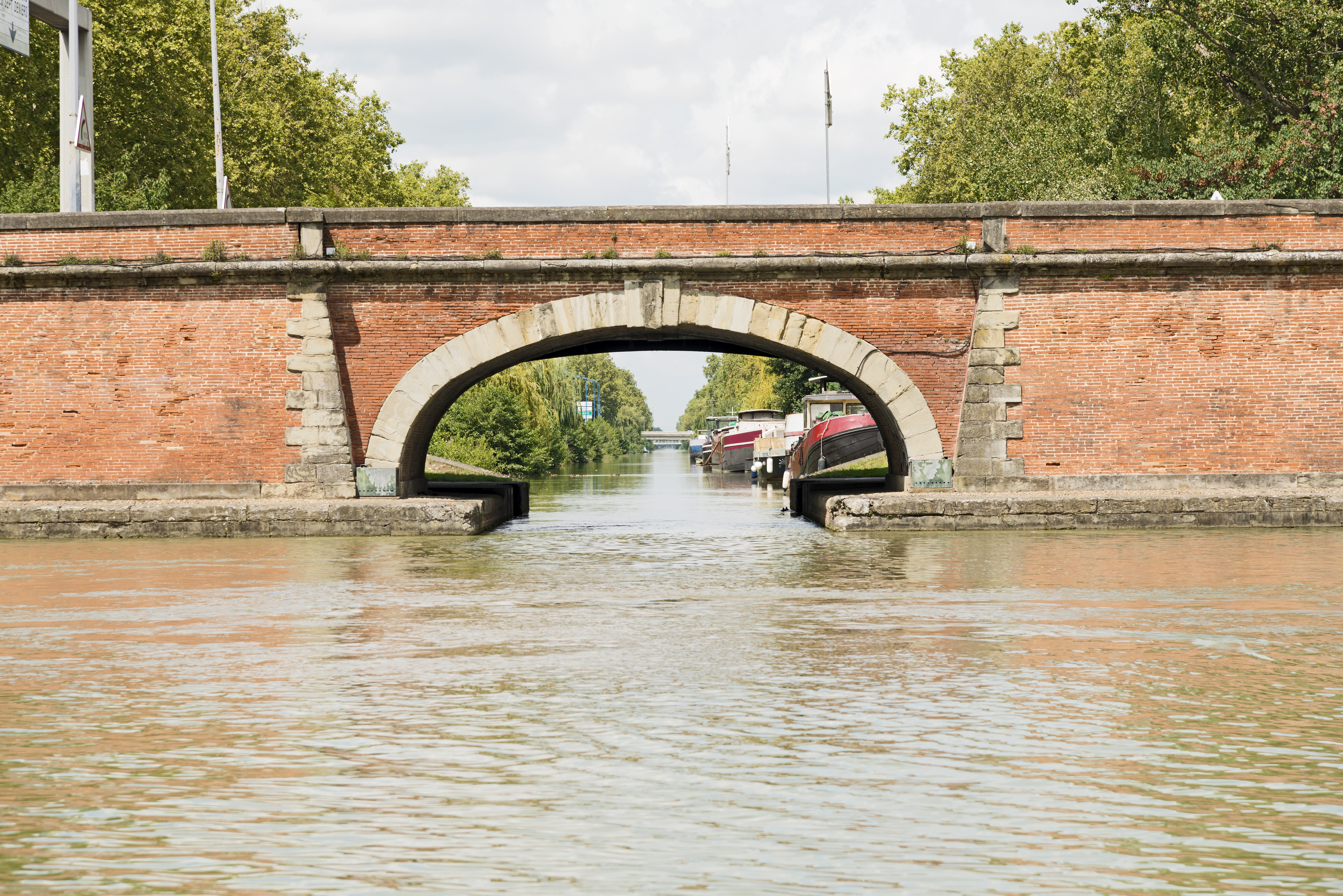
Ursprung am Port de l’Embouchure in Toulouse

Nachdem schon Riquet an eine Fortsetzung „seines“ Canal du Midi in Richtung Bordeaux gedacht hatte, legte der Architekt Vauban 1665 ein erstes konkretes Projekt vor. Es gelangte jedoch nicht zur Ausführung. Später entstanden weitere Projekte, aber auch diese wurden nicht ausgeführt, vor allem wegen Schwierigkeiten mit der Finanzierung. 1839 begannen dann zwar erste Arbeiten, die aber schon 1844 wieder eingestellt wurden, weil die Kredite ausgeschöpft waren. Unterdessen entstand dem Kanalprojekt Konkurrenz durch die Eisenbahn. Der Kanal wurde deshalb wieder in Frage gestellt, und man dachte gar ans Zuschütten der bereits ausgehobenen Strecke. Eine neue Gesellschaft setzte dann die Arbeiten fort. 1844 wurde das Teilstück zwischen Toulouse, Montech und Montauban in Betrieb genommen, 1845 erreichte der Kanal Moissac, 1849 Agen, 1852 den Fluss Baïse und 1856 Castets-en-Dorthe. Der Kanal wurde fast 200 Jahre nach dem Canal du Midi in Betrieb genommen.

## Der Kanal heute

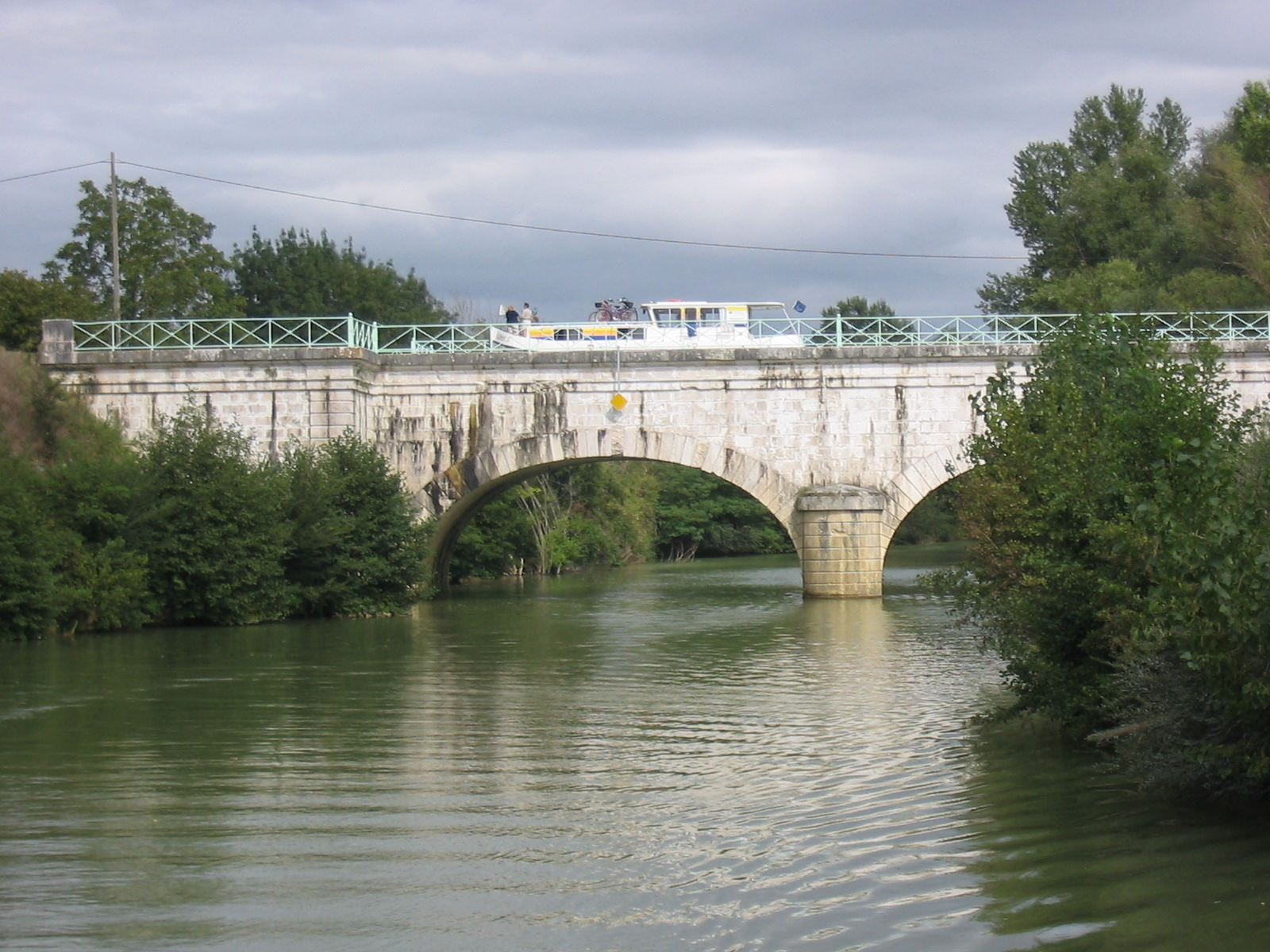
Kanalbrücke über die Baïse nahe Buzet-sur-Baïse

Der Canal latéral à la Garonne hat heute als Kanal für Frachten praktisch keine Bedeutung mehr. Hingegen wird er, wie viele andere Kanäle auch, seit den 1970er-Jahren zunehmend vom Wassertourismus mit Sport- und Hausbooten genutzt, allerdings sehr viel weniger intensiv als der Canal du Midi. An verschiedenen Orten entlang des Kanals können Boote gemietet werden; daneben verkehren Hotel- und Ausflugsschiffe.
Auf seiner ganzen Länge kann man dem Kanal auf einem meistens breiten, im Großen und Ganzen gut ausgebauten ehemaligen Leinpfad folgen. Entlang des größten Teils der Strecke spenden Bäume Schatten, stellenweise uralte, dicke Platanen. Radfahrer und Wanderer finden in kurzen Abständen Orte mit Übernachtungs-, Verpflegungs- und Einkaufsmöglichkeiten.

## Schleusenfolge

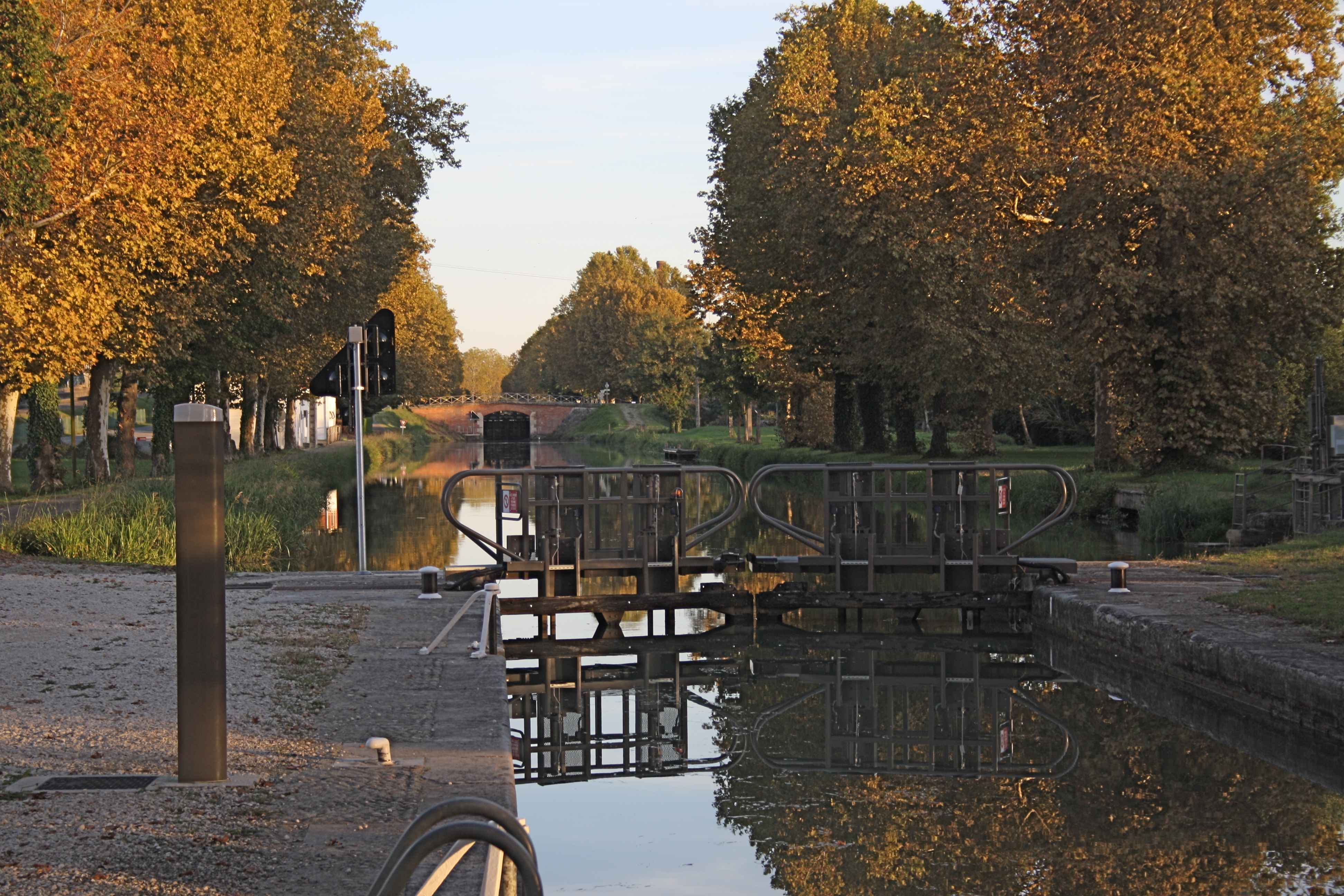
Schleusentreppe Montech

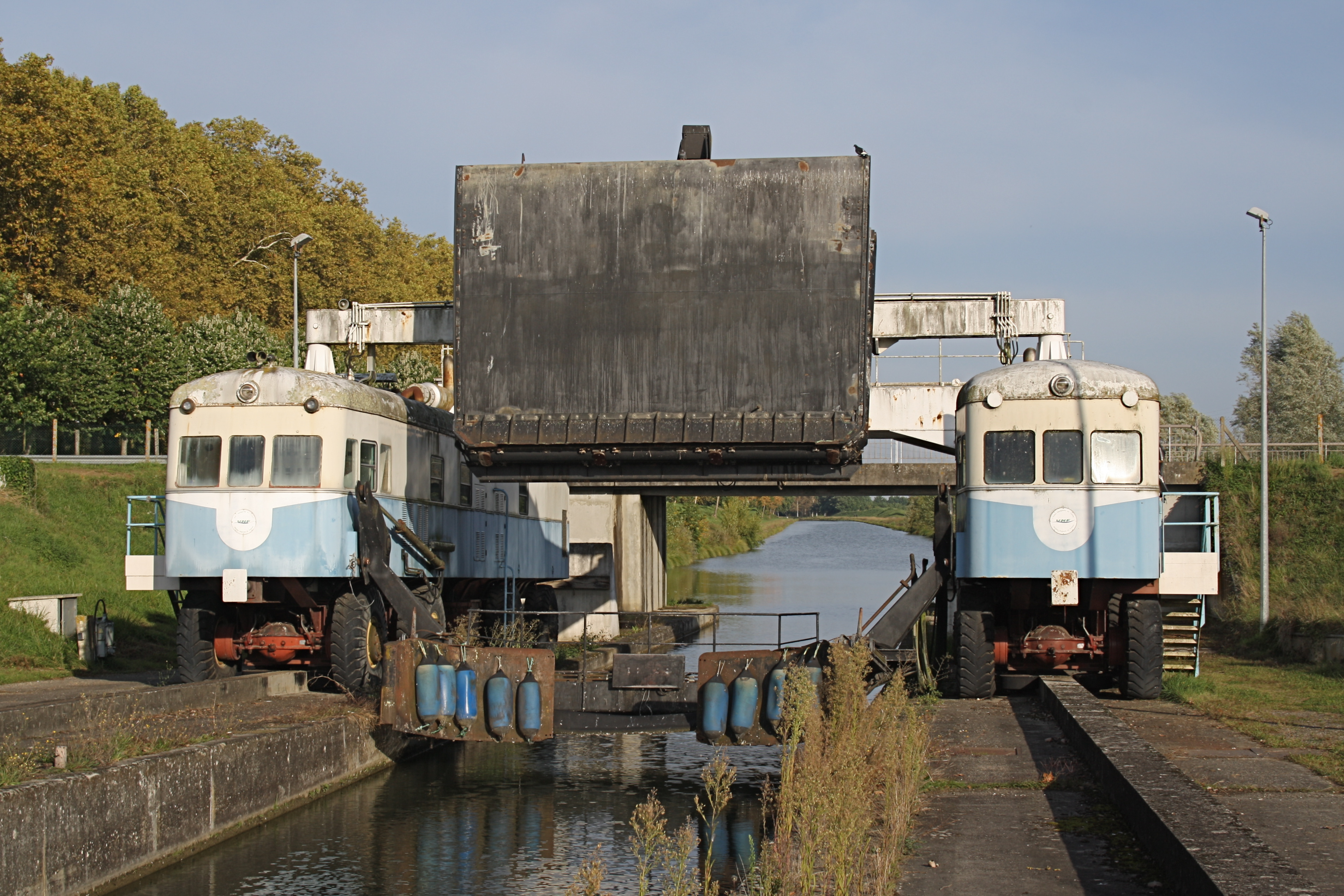
Zweiteiliges Hebefahrzeug des Wasserkeilhebewerks Montech, in ursprünglicher Farbgebung, mit Festmachbalken und (angehobenem) Schieber (2017)

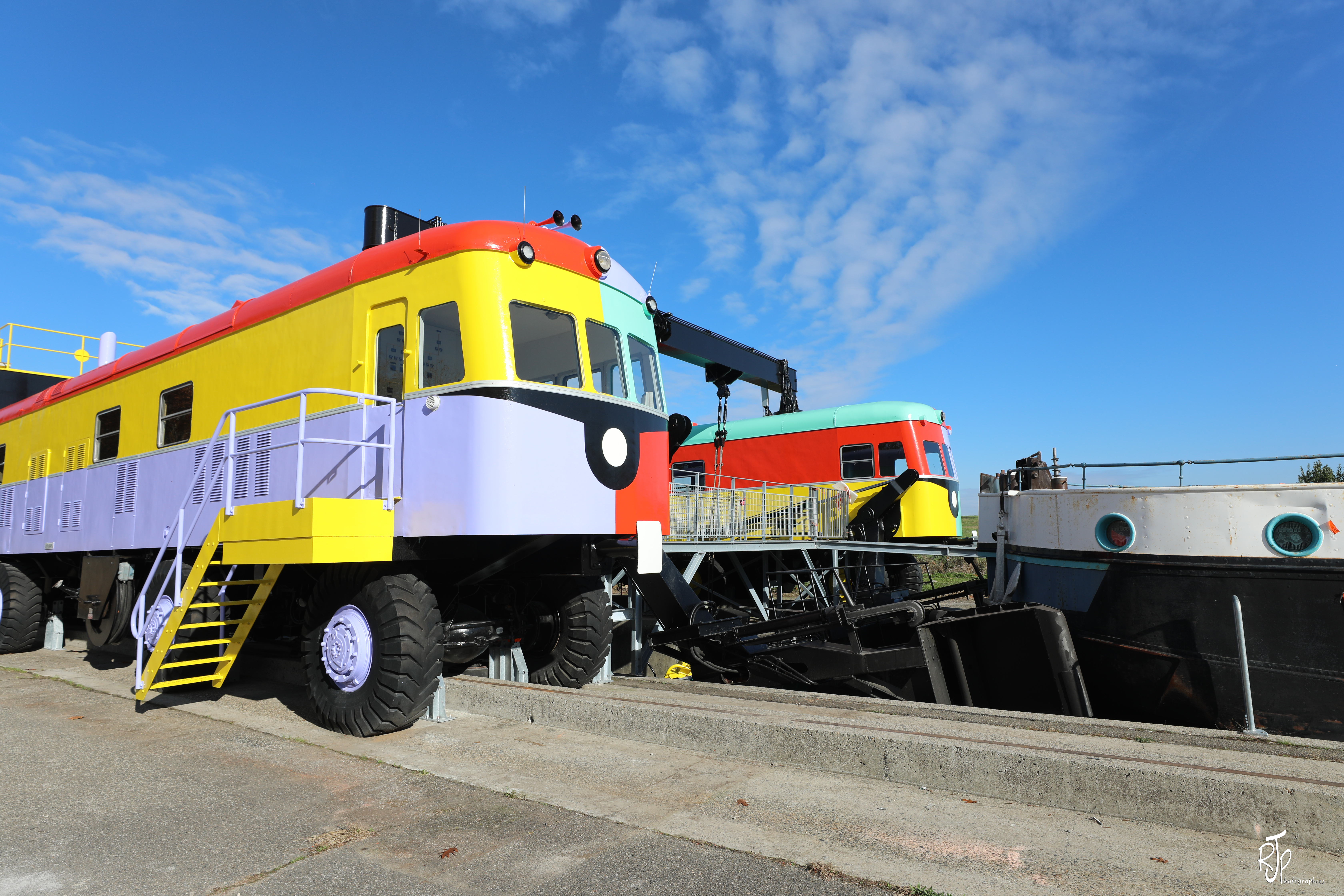
Hebefahrzeug des Wasserkeilhebewerks Montech in aktueller Farbgebung (2020)

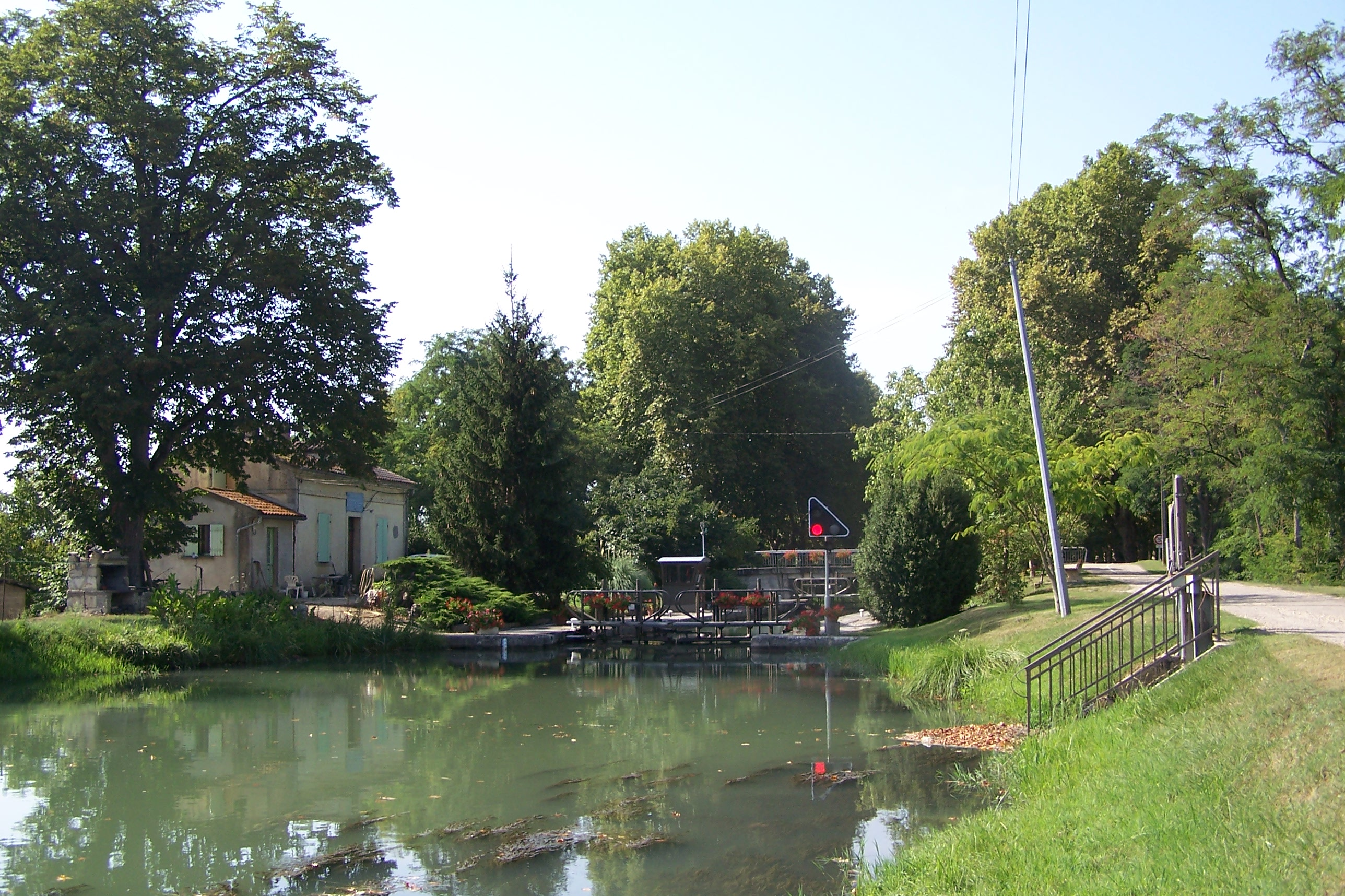
Schleuse 43 in La Gaulette

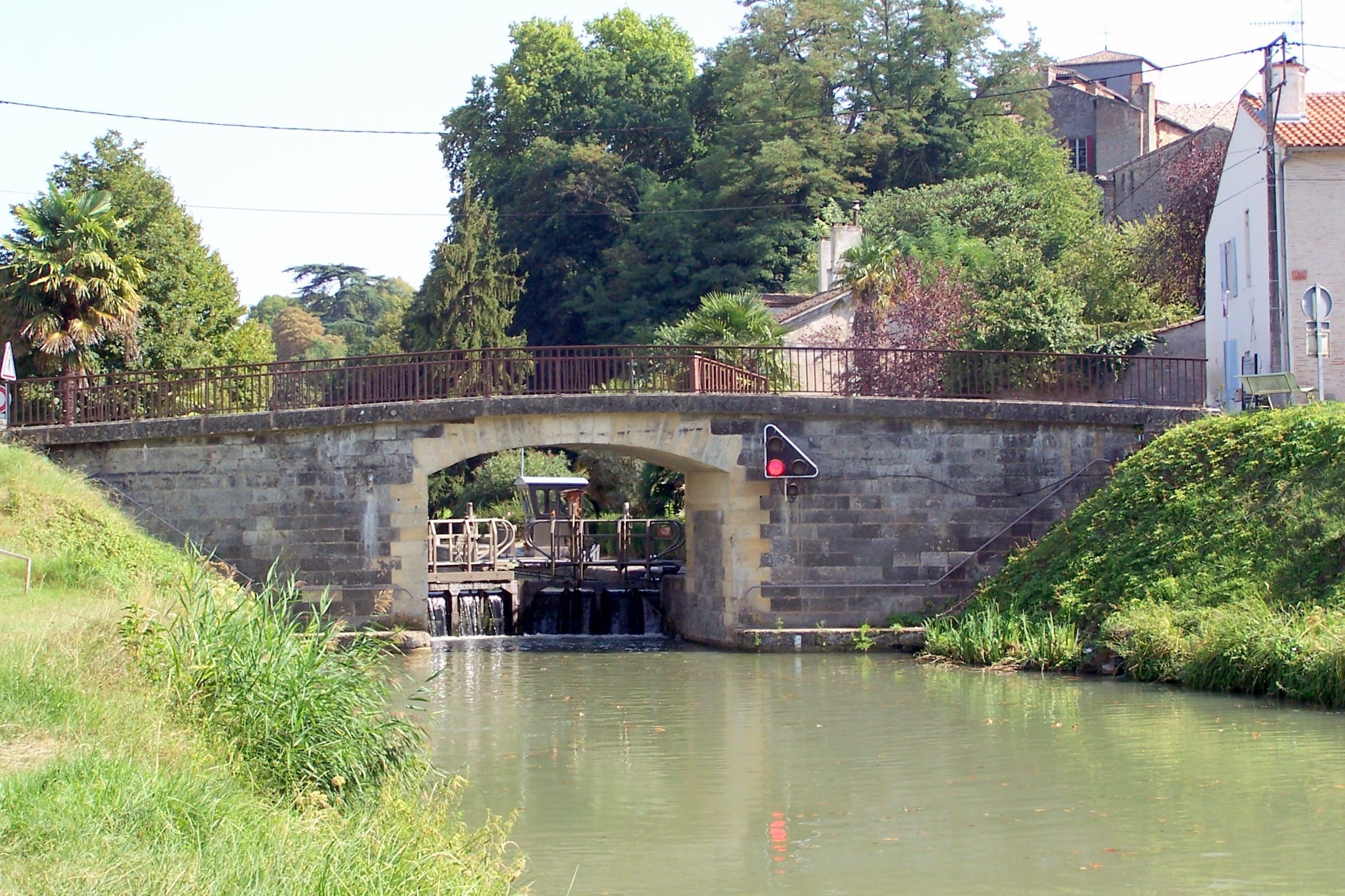
Schleuse 44 in Le Mas-d’Agenais

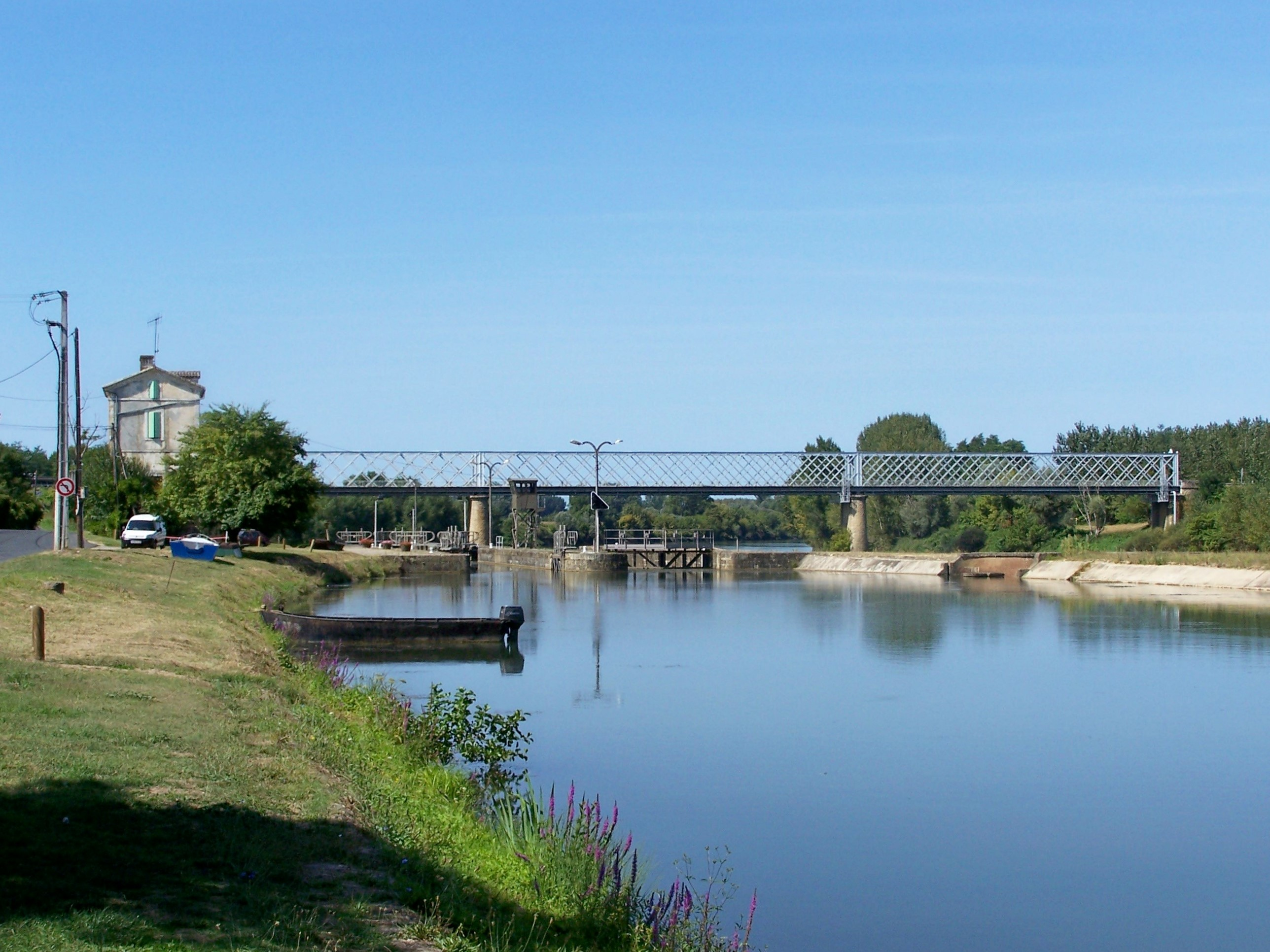
Doppelschleuse 53 in Castets-en-Dorthe an der Einmündung in die Garonne

Im Folgenden wird der Verlauf des Kanals über seine Schleusen dargestellt, beginnend an seinem östlichen Ende. Dabei wird der Name der Schleuse angegeben, gefolgt von der Anzahl der Staustufen dieser Schleuse und der von ihr überwundenen Höhe (alle Stufen; + =aufwärts, - =abwärts). Es folgt die Entfernung der Schleuse vom Anfangspunkt des Wasserweges. Besonderheiten sind unter Anmerkungen beschrieben.
| Nr.  | Schl.-Name            | Stufen | Hub      | km    | Anmerkungen                                           |
| ---- | --------------------- | ------ | -------- | ----- | ----------------------------------------------------- |
|      |                       | -      | -        | 0,0   | Toulouse, Anschluss Canal du Midi                     |
| 1 ▼  | Lalande               | 1      | - 2,91 m | 4,0   |                                                       |
| 2 ▼  | Lacourtensourt        | 1      | - 2,57 m | 6,6   |                                                       |
| 3 ▼  | Fenouillet            | 1      | - 2,25 m | 7,7   |                                                       |
| 4 ▼  | Lespinasse            | 1      | - 2,58 m | 11,5  |                                                       |
| 5 ▼  | Bordeneuve            | 1      | - 2,64 m | 13,4  |                                                       |
| 6 ▼  | Saint-Jory            | 1      | - 2,56 m | 15,3  |                                                       |
|      |                       | -      | -        | 18,5  | Kanalbrücke über den Fluss Hers                       |
| 7 ▼  | L’Hers                | 1      | - 2,58 m | 18,6  |                                                       |
| 8 ▼  | Castelnau             | 1      | - 2,56 m | 19,5  |                                                       |
| 9 ▼  | Emballens             | 1      | - 2,69 m | 22,6  |                                                       |
| 10 ▼ | La Vache              | 1      | - 2,51 m | 41,1  |                                                       |
|      |                       | -      | -        | 43,1  | Abzweig Canal de Montech                              |
| 11 ▼ | Montech               | 1      | - 2,67 m | 43,2  | parallel zum Wasserkeilhebewerk Montech               |
| 12 ▼ | Peyrets               | 1      | - 2,60 m | 44,0  | parallel zum Wasserkeilhebewerk Montech               |
| 13 ▼ | Pellaborie            | 1      | - 2,65 m | 44,3  | parallel zum Wasserkeilhebewerk Montech               |
| 14 ▼ | Escudiés              | 1      | - 2,55 m | 44,7  | parallel zum Wasserkeilhebewerk Montech               |
| 15 ▼ | Pommiès               | 1      | - 2,68 m | 45,4  | parallel zum Wasserkeilhebewerk Montech               |
| 16 ▼ | Escatalens            | 1      | - 2,65 m | 47,6  |                                                       |
| 17 ▼ | Saint-Martin          | 1      | - 2,54 m | 52,0  |                                                       |
| 18 ▼ | Prades                | 1      | - 2,60 m | 55,5  |                                                       |
| 19 ▼ | Castelsarrasin        | 1      | - 2,53 m | 57,8  |                                                       |
| 20 ▼ | Saint-Jean-des-Vignes | 1      | - 1,71 m | 59,2  |                                                       |
| 21 ▼ | Les Verriès           | 1      | - 2,37 m | 59,6  |                                                       |
| 22 ▼ | Artel                 | 1      | - 2,72 m | 60,1  |                                                       |
|      |                       | -      | -        | 62,0  | Kanalbrücke über den Fluss Tarn (Länge: 356 Meter)    |
| 23 ▼ | Cacor                 | 1      | - 2,60 m | 62,8  |                                                       |
| 24 ▼ | Grégonne              | 1      | - 2,60 m | 63,3  |                                                       |
| 25 ▼ | Moissac               | 1      | - 2,30 m | 63,9  |                                                       |
| ▼    |                       | -      | -        | 64,0  | Abzweig zum Fluss Tarn                                |
| 26 ▼ | Espagnette            | 1      | - 1,27 m | 67,5  |                                                       |
| 27 ▼ | Petit Bézy            | 1      | - 2,62 m | 71,4  |                                                       |
| 28 ▼ | Braguel               | 1      | - 2,34 m | 77,1  |                                                       |
| 29 ▼ | Pommevic              | 1      | - 2,37 m | 78,6  |                                                       |
| 30 ▼ | Valence-d’Agen        | 1      | - 2,39 m | 80,5  |                                                       |
|      |                       | -      | -        | 85,6  | Kanalbrücke über den Fluss Barguelonne                |
| 31 ▼ | Lamagistère           | 1      | - 2,35 m | 86,9  |                                                       |
| 32 ▼ | Le Noble              | 1      | - 2,00 m | 93,7  |                                                       |
| 33 ▼ | Saint-Christophe      | 1      | - 1,48 m | 96,9  |                                                       |
|      |                       | -      | -        | 99,6  | Kanalbrücke über den Fluss Séoune                     |
|      |                       | -      | -        | 108,7 | Kanalbrücke über den Fluss Garonne (Länge: 580 Meter) |
| 34 ▼ | Agen                  | 1      | - 3,42 m | 109,5 |                                                       |
| 35 ▼ | Marianettes           | 1      | - 2,96 m | 109,9 |                                                       |
| 36 ▼ | Chabrières            | 1      | - 3,11 m | 110,3 |                                                       |
| 37 ▼ | Rosette               | 1      | - 2,88 m | 110,7 |                                                       |
| 38   | L’Auvignon            | 1      | - 1,03 m | 125,3 |                                                       |
|      |                       | -      | -        | 132,1 | Kanalbrücke über den Fluss Baïse                      |
| 39 ▼ | Baïse                 | 1      | - 2,53 m | 132,4 |                                                       |
| 40 ▼ | Larderet              | 1      | - 2,44 m | 132,6 |                                                       |
|      |                       | -      | -        | 135,2 | Abzweig zum Fluss Baïse                               |
| 41 ▼ | Berry                 | 1      | - 2,05 m | 143,0 |                                                       |
| 42 ▼ | La Gaule              | 1      | - 2,03 m | 147,7 |                                                       |
| 43 ▼ | La Gaulette           | 1      | - 2,00 m | 150,4 |                                                       |
| 44 ▼ | Mas-d’Agenais         | 1      | - 1,01 m | 156,1 |                                                       |
|      |                       | -      | -        | 18,5  | Kanalbrücke über den Fluss Avance                     |
| 45 ▼ | L’Avance              | 1      | - 2,44 m | 166,0 |                                                       |
| 46 ▼ | Bernès                | 1      | - 2,06 m | 171,1 |                                                       |
| 47 ▼ | Gravières             | 1      | - 1,94 m | 173,6 |                                                       |
| 48 ▼ | L’Auriole             | 1      | - 2,00 m | 181,1 |                                                       |
| 49 ▼ | Fontet                | 1      | - 1,61 m | 183,7 |                                                       |
| 50 ▼ | Bassanne              | 1      | - 1,73 m | 187,9 |                                                       |
| 51 ▼ | Mazerac               | 1      | - 3,32 m | 192,3 |                                                       |
| 52 ▼ | Les Gares             | 1      | - 3,29 m | 193,0 |                                                       |
| 53 ▼ | Castets               | 2      | -        | 193,6 | Hubhöhe abhängig von Wasserführung und Gezeitenstand  |
|      |                       | -      | -        | 195,7 | Einmündung in die Garonne                             |